# 江華良民虐殺事件

江華島

江華良民虐殺事件（こうかりょうみんぎゃくさつじけん、朝鮮語: 강화 양민학살 사건）は、1951年1月6日から1月9日にかけて韓国政府が江華島で非武装の島民を虐殺した事件。

## 概要
仁川上陸作戦によって韓国軍は江華島を北朝鮮から奪還したが、人民義勇軍の介入によって1951年1月4日には戦線を大きく後退させ（いわゆる「1.4後退」）、北朝鮮による江華島の再占領も現実味を帯びるようになった。すると、1951年1月6日から1月9日にかけて韓国軍、韓国警察、民兵 は北朝鮮統治時代に北朝鮮に協力したなどとして島民212人から1,300人を虐殺した。犠牲者は全員非武装の民間人であった。この事件前の1950年には保導連盟事件で、すでに140人の島民が虐殺されていた。
2003年に江華文化センターで江華良民虐殺事件について触れられた教科書が出版された。2006年2月26日、国家記録院は1951年8月30日に趙眞晩司法長官が張勉首相に江華良民虐殺事件について報告した公式文書の存在を明らかにした。2008年7月17日、韓国政府の真実・和解過去史整理委員会が虐殺事件を認めるにいたった。